# Franzosenschluchtviadukt
Der Franzosenschluchtviadukt ist eine Brücke der Bundesautobahn 8 am Albaufstieg über die Franzosenschlucht bei Gruibingen in Baden-Württemberg. Erstmals wurde die Brücke zwischen 1934 und 1936 als zweispurige Autobahn erbaut. Im Zuge des Ausbaus des Albaufstiegs wurde die Brücke abgerissen und ab 1987 durch eine moderne Brücke mit drei Spuren pro Richtung ersetzt. Die neue Brücke besitzt gesonderte Unter- und Überbauten für jede Richtungsspur, da der Viadukt leicht gekrümmt ist. So haben die sechs Brückenfelder der Richtungsspur München eine Gesamtlänge von 234 Metern, die acht Brückenfelder in Richtung Stuttgart sind dagegen 314 Metern lang. Die Überbauten bestehen aus durchlaufenden Spannbetonhohlkästen mit auskragender Fahrbahntafel.